# Werner Gottsmann
Werner Gottsmann (* 4. Dezember 1924 in Schönheide; † 12. August 2004 in Potsdam) war ein deutscher Maler und Grafiker.

## Leben und Werk
Werner Gottsmann absolvierte von 1931 bis 1939 die Grundschule, besuchte dann bis 1942 eine Höhere Handelsschule und machte eine Ausbildung zum Textilkaufmann. Nach kurzer Tätigkeit in seinem Beruf wurde er 1942 zur Wehrmacht eingezogen. 1945 geriet er in Berlin in sowjetische Gefangenschaft, aus der er 1949 entlassen wurde. Von 1949 bis 1952 studierte er an der Robert-Schumann-Akademie in Zwickau in der Klasse für Malerei und Grafik von Carl Michel und von 1953 bis 1955 an der Meisterschule für Grafik und Buchgestaltung in Berlin-Lichterfelde in der Klasse für Buch- und Plakatgrafik bei Hans Baltzer, Heinrich Burkhardt und Heinz Unzner.
1955 zog Gottsmann nach Teltow-Seehof. Von 1956 bis 1971 arbeitete er als Buch- und Plakat-Grafiker. Er gilt als einer der Mitbegründer der DDR-Plakatkunst. Vor allem schuf er Filmplakate für den Progress Filmverleih der DEFA. Seine Arbeiten erhielten mehrfach Auszeichnungen, u. a. auf der Biennale für Plakate in Warschau.
Olaf Scheel schrieb auf filmposter.de: „Zusammen mit Grafikern wie Heartfield und Wittkugel entwickelte er den bis dahin durch Kombinationen von Porträt, Szene und Ausschnitt dominierten Stil weiter, indem Montagen von Fotos und Zeichnungen sowie filmische Effekte wie Überblendung und Projektion verwendet wurden.“
Seit Mitte der 1950er Jahre übte Gottsmann auch Lehrtätigkeiten an der Fachschule für angewandte Kunst in Potsdam und an der Meisterschule für Innenarchitektur Berlin aus. Ab 1974 arbeitete er in Teltow-Seehof ausschließlich freiberuflich als Maler und Grafiker und machte er architekturgebundene Arbeiten. Seit den 1980er Jahren bis 1990 leitete er den Mal- und Grafikzirkel des VEB Mikroelektronik „Karl Liebknecht“ Stahnsdorf.
Gottsmann war ein überzeugter Anhänger der DDR – seit den 1960er Jahren Mitglied der SED – und übte verschiedene politische und kulturpolitische Funktionen aus.
Gottsmann unternahm eine Vielzahl von Studienreisen, u. a. in die Sowjetunion, nach Ungarn, Polen, Bulgarien, in die ČSSR, nach Italien Spanien und Griechenland. Außer einer Vielzahl von Einzel- und Gruppenausstellungen war er seit 1958, außer 1982/1983, auf allen Deutschen Kunstausstellungen bzw. Kunstausstellungen der DDR in Dresden vertreten, vor allem mit gebrauchsgrafischen Arbeiten wie Plakaten, Einbandentwürfen und Schutzumschlägen für Bücher, aber auch mit Tafelbildern.
Gottsmann verstarb 2004 an einem Krebsleiden. Sein Sohn Frank Gottsmann ist ebenfalls Maler und Grafiker.

## Mitgliedschaften
- 1954 bis 1991: Verband Bildender Künstler der DDR
  - 1961 bis 1967: stellvertretender Leiter der Sektion Gebrauchsgrafik im Bezirksverband Potsdam
  - 1970 bis 1978: stellvertretender Vorsitzender des Bezirksverbandes
  - 1977 bis 1983: Parteisekretär der SED-Grundorganisation des Bezirksverbandes.
- Ab 1956: Gründungsmitglied der Pirckheimer-Gesellschaft (Mitglieds-Nr. 37)

## Ehrungen (Auswahl)
- 1972: Theodor-Fontane-Preis des Bezirks Potsdam

## Rezeption
Harald Kretzschmar fasste in den Potsdamer Neuesten Nachrichten Gottsmanns künstlerischen Weg zusammen: „Die erste Lebenshälfte (bis Anfang der 70er Jahre) widmete er sich intensiv der Arbeit als Grafiker. Das kultivierte Plakat und die gediegene Buchausstattung waren seine Domäne und seine Stärke. Ein konstruktiv-analytischer Stil zeichnete ihn aus und die Fähigkeit, den Gehalt eines Films oder eines Buches transparent zu machen. Von einem Tag auf den anderen schwenkte er dann von dieser sicheren Bank zuverlässiger Aufträge in Freikünstlerische ab. Malerei und gelegentlich baugebundene Aufgaben, das sollte es nun sein. Ein Aufbruch von der sicheren Basis des Naturstudiums im realistischen Zeichnen ins Experimentierfeld freie Kunst.“
Eva-Maria Seeringen, Kunstkritikerin der Brandenburgischen Neuesten Nachrichten, meinte 1977 bezüglich der Gemälde und Grafiken: „Der Maler Werner Gottsmann vermag es, Gedanken und ihr Werk, wissenschaftliche und philosophische Erkenntnisse bildhaft zu gestalten, logische Prozesse in großartigen Bildkompositionen begreifbar zu gliedern und zusammenzufassen.“ Außer den „großen Themen“ gestalte er zumeist mit farbigen Pastellkreiden „ganz private Erlebnisse“, klar arrangiert, verträumt, stimmungsvoll. In einer späteren Ausgabe desselben Jahres verwendete sie noch die Attribute „sensibel, verhalten, nachdenklich“ sowie „romantisch“ und „empfindsam“. Er charakterisierte den Menschen hinter seinen Schöpfungen als jemand, „der mit seinem ganzen Wesen und künstlerischen Empfinden die Schönheit des Lebens liebt, der aber auch seine Schmerzen und dramatischen Gefährdungen tief erspürt“. Letzteres komme im politisch motivierten Noch ist Nacht über Chile zum Ausdruck. Eine Verbindung von beidem dagegen in Gewitter am Bodden, einer Gefährdung im friedlich Schönen.
Gottsmanns Künstlerkollege Wolfgang Liebert analysierte 1984 in einem umfangreichen Artikel in der Märkischen Volksstimme: „In Werner Gottsmanns Kunst geht es nicht primär darum, Themenkataloge inhaltlich abzuarbeiten, sondern persönliche Anliegen, die oft auch öffentliche sind, in eigener Kunstsprache auszudrücken. Den meisten Arbeiten liegt immer eine Studie zugrunde. Dann folgen als Vorstufen Pastelle oder Aquarelle in lockerer Auffassung. Beispiele sind die Vorarbeiten zu den Elternbildnissen und Städtebildern.“ Er erkannte: „Für mich treten in seiner Arbeitsweise zwei Punkte wesentlich hervor: Einmal der gedanklich-analytische, zum anderen der emotional-intuitive, aus dem kreative Lust, Mut zum Abenteuer, manchmal ein Schuß Naivität, Romantik, ja auch Melancholie sich bemerkbar machen.“ Als Fazit formulierte er: „Ein gewähltes Ziel vor Augen, nimmt Werner Gottsmann alles auf, was ihm auf dem Weg dahin in dessen Umfeld begegnet. Dabei meidet er die dunklen Tiefen der Mystifikation und das Labyrinth der Verschlüsselung, obwohl die intellektuellen Voraussetzungen dafür fraglos vorhanden wären. Sein Ziel ist der Dialog und die Reibung des Künstlers wie des Bildbetrachters mit der realen Welt.“

## Werke (Auswahl)
Entwürfe für Filmplakate (Auswahl)
- Ein Wiegenlied (1960)
- Alwin der Letzte (1960)
- Fünf Patronenhülsen (1960)[10]
- Weg in die Arena (1964)[11]
- Ich war neunzehn (1968)[12]
- Unruhiger Weg (ausgestellt 1958/1959 auf der Vierten Deutschen Kunstausstellung in Dresden)[13]

Entwürfe für Buchumschläge (Auswahl)
- Henri Barbusse: Das Feuer. Verlag Volk und Wissen, Berlin 1955 (ausgestellt 1958/1959 auf der Vierten Deutschen Kunstausstellung in Dresden).[14]
- Pawel Nilin: Ohne Erbarmen. Verlag Kultur und Fortschritt, Berlin 1958.[15]

Tafelbilder (Auswahl)
- Stromkassierer im Erzgebirge (Öl; 1975; ausgestellt 1977/1978 auf der VIII. Kunstausstellung der DDR)[16]
- Uffz. Frank G. auf Urlaub (1976)[17]

Gemälde (Auswahl)
- Eroberung des Weltraums (Triptychon, 1972)
- Potsdamer Stadtlandschaft (1976)
- Noch ist Nacht in Chile (1977)
- Selbstbildnis mit Telefon (1980)
- Alte Gärtnerei im Winter (1984)

Sonstiges (Auswahl)
- Alfred Harendt: Berlin-Quartett. Mit dem Quartett in die Hauptstadt der DDR (Kartenspiel-Bebilderung, 1962)
- Walter Wadepuhl: Die alten Maya und ihre Kultur (Landkarten-Zeichnungen, 1964)

## Einzelausstellungen (Auswahl)
- 1977: Potsdam, Kleine Galerie im Keller
- 1984: Potsdam, Kulturhaus Hans Marchwitza (Malerei, Grafik, Plastik)
- 1984/1985: Potsdam, Staudenhofgalerie (Malerei und Zeichnungen)
- 1993: Kleinmachnow, Kulturhaus Kammerspiele
- 2001/2002: Teltow, Bürgerhaus Teltow
- 2006: Potsdam, Altes Rathaus-Potsdam Forum (Plakate und Malerei)